# Karina Bell
Karina Bell, gebürtig Karen Gudrun Louise Hansen, (* 26. September 1898 in Hellerup, Dänemark; † 5. Juni 1979 in Helsingør, Dänemark) war eine dänische Schauspielerin bei Bühne und Film mit kurzer Karriere beim späten deutschen Stummfilm.

## Leben und Wirken

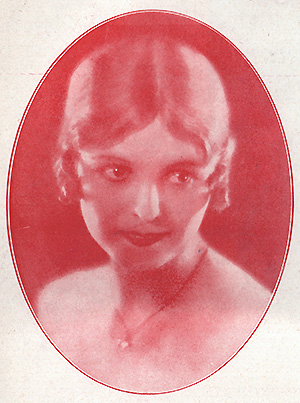
Karina Bell (Zeitungsabdruck von 1928)

Karen Hansen begann ihre künstlerische Laufbahn als Balletttänzerin und ließ sich von Emma Gad, die ihr auch den Künstlernamen Karina Bell verpasste, professionell ausbilden. 1919 gab die blonde Nachwuchsmimin ihren Bühneneinstand mit der Tornerose in dem gleichnamigen Theaterstück am Det nye Teater. Im selben Jahr wurde sie für den Film entdeckt und debütierte in der vierten Episode von Carl Theodor Dreyers Debütfilm Blätter aus dem Buche Satans, die von der Kritik als die schwächste des ansonsten sehr wohlwollend besprochenen Films gilt.
Karina Bell drehte in den folgenden zehn Jahren eine Reihe von Produktionen, die sie auch international bekannt machten. Sie spielte die Dora Spenlow in A. W. Sandbergs viel beachteter David Copperfield-Verfilmung von 1922, zwei Jahre darauf die Titelheldin Klein Dorrit, eine weitere gelobte Dickens-Verfilmung Sandbergs, ihrem ersten Ehemann. Ihr Gatte ermöglichte ihr mit der Daisy Bunding 1926 in der Neuverfilmung eines zehn Jahre alten Zirkusdramas, Der tanzende Tor, einen weiteren Leinwanderfolg. Daraufhin übersiedelte das Ehepaar 1927 kurzzeitig nach Deutschland, wo Sandberg sie mit der zentralen Rolle der Desiree in der Daudet-Adaption Eheskandal im Hause Fromont jr. und Risler sr. bedachte. Es folgten zwei weitere deutsche Produktionen, darunter Sandbergs Remake eines klassischen dänischen Stummfilmstoffs, Revolutionshochzeit, in dem Karina Bell die weibliche Hauptrolle der Leontine übernahm.
Wieder daheim in Kopenhagen, stand Karina Bell 1933 noch für zwei Tonfilme vor der Kamera, die jedoch außerhalb Dänemarks keinerlei Resonanz erfuhren. 1934 heiratete Karina Bell den vier Jahre älteren Brauereibesitzer Knud Parkov (1894–1949). Nach seinem Tod im Januar 1949 übernahm Karen Parkov die Leitung von dessen Wiibroes-Brauerei.

## Filmografie
- 1919: Blätter aus dem Buche Satans (Blade af Satans Bog)
- 1919: En ung mans väg …
- 1921: Hexen (Häxan)
- 1922: David Copperfield (David Copperfield)
- 1923: Der letzte Tanz (Den sidste Dans)
- 1923: Der Schrei aus der Moräne (Morænen)
- 1924: Das Wiener Kind (Wienerbarnet)
- 1924: Die Insel der Erfüllung (Kærligheds-Øen)[1]
- 1924: Auch ein Mädel kann sich irren (Kan kvinder fejle?)
- 1924: Klein Dorrit (Lille Dorrit)
- 1925: Wenn zwei sich lieben (Fra Piazza del Popolo)
- 1926: Die Lieblingsfrau des Maharadscha (Maharadjahens yndlingshustru III)
- 1926: Der tanzende Tor (Klovnen)
- 1927: Eheskandal im Hause Fromont jr. und Risler sr.
- 1928: Revolutionshochzeit
- 1929: Phantome des Glücks
- 1933: 5 fesche Mädels (5 raske piger)
- 1933: Nyhavn 17